# Élections législatives de 1968 dans l'Ariège
Les élections législatives françaises de 1968 se déroulent les 23 et 30 juin 1968. Dans le département de l'Ariège, deux députés sont à élire dans le cadre de deux circonscriptions.

## Élus
| Circonscription | Député sortant | Parti | Parti       | Député élu ou réélu | Parti | Parti       |
| --------------- | -------------- | ----- | ----------- | ------------------- | ----- | ----------- |
| 1re             | Gilbert Faure  |       | FGDS (SFIO) | Gilbert Faure       |       | FGDS (SFIO) |
| 2e              | René Dejean    |       | FGDS (SFIO) | André Saint-Paul    |       | FGDS (SFIO) |

## Résultats

### Résultats à l'échelle du département
| Parti          | Parti                                           | Premier tour | Premier tour | Second tour | Second tour | Sièges |
| Parti          | Parti                                           | Voix         | %            | Voix        | %           | Sièges |
| -------------- | ----------------------------------------------- | ------------ | ------------ | ----------- | ----------- | ------ |
|                | Union pour la défense de la République          | 28 663       | 40,11        | 31 589      | 43,65       | 0      |
|                | Union des républicains de progrès               | 28 663       | 40,11        | 31 589      | 43,65       | 0      |
|                |                                                 |              |              |             |             |        |
|                | Section française de l'Internationale ouvrière  | 28 225       | 39,49        | 40 786      | 56,35       | 2      |
|                | Fédération de la gauche démocrate et socialiste | 28 225       | 39,49        | 40 786      | 56,35       | 2      |
|                |                                                 |              |              |             |             |        |
|                | Parti communiste français                       | 14 577       | 20,40        | Retrait     | Retrait     | 0      |
|                |                                                 |              |              |             |             |        |
| Inscrits       | Inscrits                                        | 93 408       | 100,00       | 93 409      | 100,00      | 2      |
| Abstentions    | Abstentions                                     | 20 176       | 21,6         | 19 729      | 21,12       |        |
| Votants        | Votants                                         | 73 232       | 78,4         | 73 680      | 78,88       |        |
| Blancs et nuls | Blancs et nuls                                  | 1 767        | 2,41         | 1 305       | 1,77        |        |
| Exprimés       | Exprimés                                        | 71 465       | 97,59        | 72 375      | 98,23       |        |

### Résultats par circonscription

#### Première circonscription (Foix)
| Candidat       | Candidat                    | Parti          | Premier tour | Premier tour | Second tour | Second tour |  |
| Candidat       | Candidat                    | Parti          | Voix         | %            | Voix        | %           |  |
| -------------- | --------------------------- | -------------- | ------------ | ------------ | ----------- | ----------- |  |
|                | François Dhomps             | UDR (URP)      | 13 472       | 39,55        | 14 886      | 43,11       |  |
|                | Gilbert Faure sortant réélu | FGDS (SFIO)    | 13 468       | 39,54        | 19 643      | 56,89       |  |
|                | Jean Miquel                 | PCF            | 7 125        | 20,92        | Retrait     | Retrait     |  |
|                |                             |                |              |              |             |             |  |
| Inscrits       | Inscrits                    | Inscrits       | 44 535       | 100,00       | 44 536      | 100,00      |  |
| Abstentions    | Abstentions                 | Abstentions    | 9 539        | 21,42        | 9 275       | 20,83       |  |
| Votants        | Votants                     | Votants        | 34 996       | 78,58        | 35 261      | 79,17       |  |
| Blancs et nuls | Blancs et nuls              | Blancs et nuls | 931          | 2,66         | 732         | 2,08        |  |
| Exprimés       | Exprimés                    | Exprimés       | 34 065       | 97,34        | 34 529      | 97,92       |  |

#### Deuxième circonscription (Pamiers - Saint-Girons)
| Candidat       | Candidat             | Parti          | Premier tour | Premier tour | Second tour | Second tour |  |
| Candidat       | Candidat             | Parti          | Voix         | %            | Voix        | %           |  |
| -------------- | -------------------- | -------------- | ------------ | ------------ | ----------- | ----------- |  |
|                | Jean Rambaud         | UDR (URP)      | 15 191       | 40,62        | 16 703      | 44,13       |  |
|                | André Saint-Paul élu | FGDS (SFIO)    | 14 757       | 39,46        | 21 143      | 55,87       |  |
|                | René Capella         | PCF            | 7 452        | 19,93        | Retrait     | Retrait     |  |
|                |                      |                |              |              |             |             |  |
| Inscrits       | Inscrits             | Inscrits       | 48 873       | 100,00       | 48 873      | 100,00      |  |
| Abstentions    | Abstentions          | Abstentions    | 10 637       | 21,76        | 10 454      | 21,39       |  |
| Votants        | Votants              | Votants        | 38 236       | 78,24        | 38 419      | 78,61       |  |
| Blancs et nuls | Blancs et nuls       | Blancs et nuls | 836          | 2,19         | 573         | 1,49        |  |
| Exprimés       | Exprimés             | Exprimés       | 37 400       | 97,81        | 37 846      | 98,51       |  |